# Microsoft 365
Microsoft 365 is een verzameling van internetdiensten, bedoeld voor bedrijven, thuisgebruik en het onderwijs. Deze internetdiensten worden deels aangeboden als online diensten, deels als applicaties op desktop-pc, tablet en telefoon en als combinatie van beide. De applicaties op desktop en pc zijn met het kantoorpakket Microsoft Office te vergelijken, met het verschil dat men via Microsoft 365 altijd de beschikking heeft over de meest recente versie. De gebruiker, een abonnementhouder, heeft bijvoorbeeld toegang tot Word, Excel en Outlook.
Er zijn meer aanbieders van SaaS-oplossingen. Google levert vergelijkbare diensten via Gmail en Google Docs.

## Geschiedenis

Logo van Office 365 voor Microsoft Office 2016

Tussen 2010 en 2020 was Microsoft 365, toentertijd onder de naam Office 365, een uitbreidingspakket voor Microsoft Microsoft Office De bètaversie van Office 365 werd gelanceerd in oktober 2010, gevolgd door de definitieve versie op 28 juni 2011. Microsoft Office 365 maakte in de achtergrond al gebruik van Exchange 2016 en SharePoint 2016.

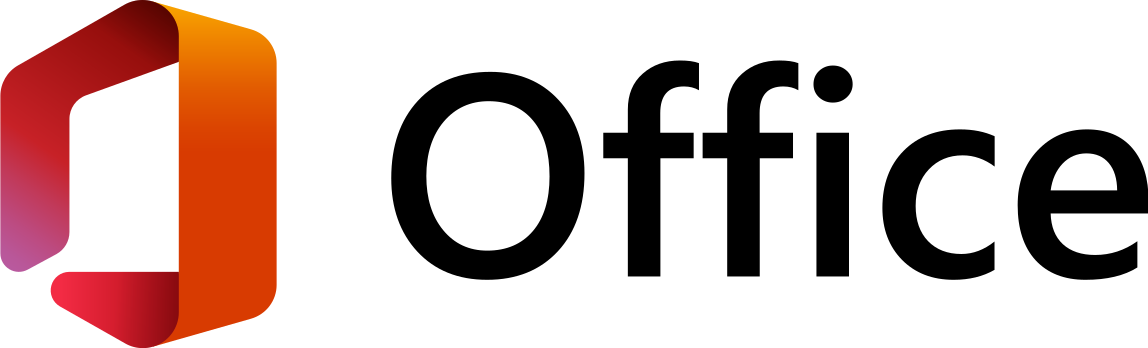
Logo van Microsoft Office 2019

Microsoft Office 365 was zelf de opvolger van BPOS. BPOS-gebruikers waren overgegaan op Office 365.

## Online diensten
Het aanbod van internetdiensten is gebaseerd op bestaande software van Microsoft. In plaats van deze software op computers van of bij de betreffende organisatie te installeren, maakt Microsoft 365 gebruik van servers die door Microsoft worden geïnstalleerd en beheerd. Microsoft 365 valt in de categorie SaaS en is een voorbeeld van cloudcomputing. Hierdoor draait Microsoft 365 als online dienst op ieder platform dat internet ondersteunt.
Omdat organisaties, die van Microsoft 365 gebruikmaken, geen eigen servers hebben waarop de software draait is het beheer van dergelijke diensten heel anders dan het zelf exploiteren van deze diensten. Het maakt voor de gebruiker geen verschil waar de servers staan en de data zijn opgeslagen, omdat het een internetdienst is. De gegevens worden in meer datacentra opgeslagen en de gebruiker maakt verbinding met de dichtstbijzijnde server. Iemand in Europa die op Microsoft 365 inlogt zal bijvoorbeeld met een server in Amsterdam of Ierland worden verbonden, terwijl iemand in Amerika met een server daar wordt verbonden.
De e-mailservice wordt door Microsoft Exchange Server verzorgd en voor IM wordt gebruikgemaakt van Microsoft Teams. Daarvoor was dit Skype for Business.
Traditioneel maakt een IT-beheerder een Windows-account op een Windows Server aan en kent die via Active Directory rechten toe. De gebruiker kan dan met de nodige gegevens op zijn computer inloggen. De instellingen in de Active Directory bepalen welke rechten de gebruiker op de computer heeft: de toegang tot bestanden die op de betreffende lokale computer staan, de toegang tot data die is opgeslagen op centrale computers, de e-mail die binnenkomt op de Exchangeserver etc. In principe kan de gebruiker alleen gebruikmaken van de diensten als hij gebruikmaakt van een werkstation binnen de organisatie: het is niet zomaar mogelijk om gebruik te maken van de data en diensten als de gebruiker niet op kantoor is of niet van zijn eigen computer gebruikmaakt.
Bij een online dienst, zoals Office 365, is het niet nodig om gebruik te maken van een specifieke computer en hoeft er ook geen verbinding te zijn met het bedrijfsnetwerk. Om de diensten te kunnen gebruiken kan de gebruiker net zo gemakkelijk zijn eigen privécomputer gebruiken. In plaats ervan alle Microsoft applicaties op de computers van gebruikers te installeren en servers zoals Exchange of Sharepoint in een bestaand Active Directory-domein van Windows te beheren, gaat de toegang nu via een online-abonnement.
Vaak zal de organisatie nog andere software gebruiken die niet in de Microsoft 365-omgeving beschikbaar is, maar op eigen of andere servers draait. Denk bijvoorbeeld aan een boekhoudprogramma of een pakket voor customer relationship management. In veel gevallen zal een organisatie behalve Microsoft 365 bovendien nog een eigen infrastructuur hebben met diverse servers en werkstations. Een zorg bij zakelijke gebruikers is daarom de compatibiliteit van aan Office gekoppelde bedrijfsspecifieke applicaties en plug-ins. De organisatie kan ervoor kiezen alleen de Microsoft 365-diensten toegankelijk te maken voor gebruik vanaf internet, maar er kan ook voor een systeem worden gekozen, waarbij de andere applicaties ook vanaf internet toegankelijk zijn. Dat kan bijvoorbeeld via een Citrixomgeving of een session-host voor Microsoft Terminal Server/Remote Desktop.
Via Active Directory Federation Services bestaan er mogelijkheden om de Microsoft 365-accounts te koppelen aan dezelfde Active Directory als de eigen bestaande IT-infrastructuur en dit zorgt ervoor dat single sign-on optimaal benut wordt.
Als onderdeel van de dienst kunnen gebruikers gebruikmaken van de Microsoft 365-helpdesk. De ondersteuning voor Europa is door Microsoft uitbesteed aan Hewlett-Packard in Leixlip, Ierland voor Tier 1- en Tier 2-ondersteuning. Pas als de gespecialiseerde medewerkers van Tier 2 een probleem niet kunnen oplossen wordt het probleem voorgelegd aan Microsoft zelf.
In tegenstelling tot Professional Support op Microsoftproducten zijn de supportdiensten voor BPOS en Microsoft 365 gratis.

## Versies
Microsoft 365 richt zich op twee doelgroepen met een aantal verschillende versies.
Thuisgebruik:

Afbeelding met een paar van de bekendste Microsoft Office-apps

- 365 for Family voor thuisgebruik (abonnement, maximaal 6 personen),
- 365 for Personal (abonnement, 1 persoon),
- Office 2019 voor Thuisgebruik en Studenten (eenmalige aankoop)

Bedrijven:
- Microsoft 365 Business Basic (zonder de offline Microsoft Office-apps, met Exchange),
- Microsoft 365 Business Standard voor ondernemingen (met Exchange),
- Microsoft 365 Business Premium voor ondernemingen (met Exchange, bevat Intune en Azure Information Protection),
- Microsoft 365-apps voor bedrijven (zonder Exchange, SharePoint en Teams)